# Tom Stoppard
Sir Tom Stoppard, rodným jménem Tomáš Straussler, (* 3. července 1937, Zlín) je britský dramatik a scenárista moravského židovského původu.

## Život
Narodil se jako Tomáš Straussler v roce 1937 ve Zlíně do židovské rodiny lékaře Baťovy nemocnice.
Roku 1939 se rodina před hrozbou nacistické perzekuce odstěhovala do Singapuru, kde měla Baťova firma pobočku. Po vypuknutí druhé světové války se ocitl s matkou a bratrem v Indii, kde získal anglické vzdělání. Otec jako dobrovolník britské armády zahynul při japonské invazi na bombardované lodi, a tak se Tomáš po skončení války společně s matkou, bratrem a otčímem, britským důstojníkem Kennethem Stoppardem, odstěhoval do Anglie.
Od svých sedmnácti pracoval jako novinář a divadelní kritik v Bristolu, v 60. letech už psal vlastní divadelní hry. Prosadil se shakespearovskou parafrází Rosenkrantz a Guildenstern jsou mrtvi, která vzbudila pozornost na Edinburském festivalu v roce 1966. Aktivně psal scénáře pro televizi, rozhlas i pro film – jeho nejznámějším počinem se zřejmě stala hra Zamilovaný Shakespeare (anglicky Shakespeare in Love), na jejímž základě byl v roce 1998 natočen stejnojmenný film.
V 70. letech se Tom Stoppard angažoval v problematice lidských práv v zemích východního bloku a publikoval několik článků na podporu tamní disidentské scény. V roce 1977 jako člen Amnesty International navštívil bývalý Sovětský svaz a Československo, kde se setkal s Václavem Havlem. Pod záštitou Nadace Charty 77 byla v roce 1983 ve Stockholmu poprvé udělena Cena Toma Stopparda určená autorům českého původu za esejistické dílo. Do Česka se vrátil v roce 1998, kdy navštívil svůj rodný dům a setkal se s pamětníky.

### Rodina
Stoppard je počtrvté ženatý. Má několik dětí, mj. syna (Ed Stoppard, * 16. září 1976), který se stal televizním a filmovým hercem.

### Ocenění
Je nositelem Řádu britského impéria, roku 1997 byl pasován královnou Alžbětou II. do rytířského stavu a roku 2000 se mu dostalo i nejvyššího osobního ocenění Order of Merit. Roku 2007 se stal držitelem čestného akademického titulu doctor honoris causa na Janáčkově akademii múzických umění.
V roce 2010, spolu s Václavem Havlem, převzal záštitu nad koncertním provedením baletu Makanna skladatelky Ireny Kosíkové, u příležitosti 110. výročí narození židovského spisovatele Jiřího Weila. V říjnu 2011 převzal v Londýně z rukou českého ministra zahraničí Karla Schwarzenberga cenu za šíření dobrého jména ČR Gratias Agit.

## Dílo

### Divadelní hry přeložené do češtiny
- Rosencrantz a Guildenstern jsou mrtvi
- Po Magrittovi
- Pravý inspektor Hound
- Jsem volný jak ten pták
- Skokani
- Travestie
- Doggův Hamlet, Krhútův Makbeth
- To pravé
- Hapgoodová[pozn. 1]
- Arkádie
- Rock’n’Roll
- Vynález lásky
- Profesionální faul (Sixty-eight Publishers, 1979)
- Den a noc (1978, dosud nepřeloženo)

### Filmy, ke kterým napsal scénář
- 1975: Angličanka – adaptace románu Thomase Wisemana
- 1975: The Boundary – společně s Clivem Extonem, pro BBC
- 1975: Tři muži ve člunu – televizní adaptace románu Jeroma Klapky Jeroma pro BBC
- 1977: Travestie – televizní adaptace Stoppardovy vlastní hry
- 1978: Zoufalství – filmová adaptace románu Vladimira Nabokova
- 1978: Lidský faktor – filmová adaptace románu Grahama Greena
- 1984: Squaring the Circle – televizní film
- 1985: Brazil – společně s Terrym Gilliamem a Charlesem McKeownem, scénář nominován na Oscara
- 1987: Říše slunce filmová adaptace románu J. G. Ballarda
- 1989: The Dog It Was That Died – televizní adaptace Stoppardovy rozhlasové hry
- 1990: Largo Desolato – televizní adaptace hry Václava Havla
- 1990: Rosencrantz a Guildenstern jsou mrtvi – filmová adaptace Stoppardovy hry, také ji režíroval, film získal cenu Zlatý lev
- 1990: Ruský dům – filmová adaptace románu Johna le Carré Ruská sekce
- 1991: Billy Bathgate – filmová adaptace románu E. L. Doctorowa
- 1998: Zamilovaný Shakespeare – společně s Markem Normanem, scénář získal Oscara
- 1998: Případ z Poodle Springs – televizní hra podle románu Roberta B. Parkera a Raymonda Chandlera
- 2001: Enigma – filmová adaptace románu Roberta Harrise
- 2005: Zlatý kompas – návrh scénáře, následně zavržený

### Román
- 1966: Lord Malquist a pan Moon (česky ve Světové literatuře XIV, 5–6 (1969)).